# Хедбенгінг
Хедбенгінг (англ headbanging) також хедбенінг, хедбен, дієслово - хедбенити) — тип танцю, основою якого є сильна тряска головою в такт музиці, як
правило популярний на концертах важкої музики. Останнім часом хедбенінг став більш поширеним у різних жанрах електронної танцювальної музики. Хедбенінг також поширений у традиційній суфійській музиці, таких як каввалі на індійському субконтиненті та в Ірані.

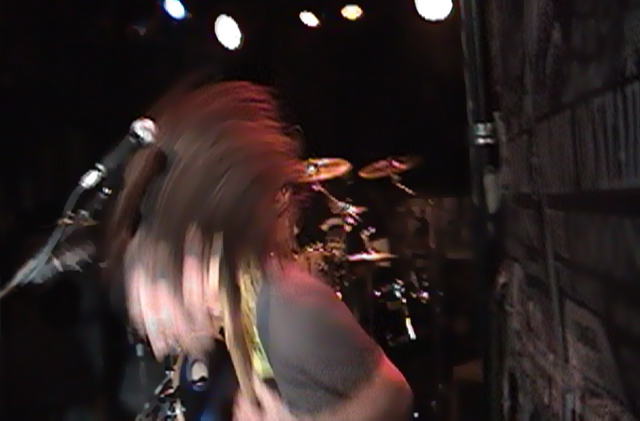
Dave Tyo з Bipolar демонструє техніку Млин на CBGB в Нью-Йорку

## Походження

### Суфійська музика
Трясти головою поширено у суфійській традиційній музиці та в індійських традиціях каввалі, також серед дервішів в Ірані, а саме в Курдистані. Виступи каввалі, особливо в суфійських святинях на індійському субконтиненті, зазвичай відбуваються на честь Аллаха, ісламських пророків або суфійських святих, часто вводять глядачів та виконавців у стан, подібний до трансу. Популярною піснею, яку часто виконують суфії та факіри є 600-річна «Мачта з греблі Дама Каландар» (на честь суфійського святого 13-го століття Лал Шахбаз Каландар) під яку часто виконавці та глядачі стрімко кивають головою під удари барабанів.
Найвідомішим виконавцем каввалі сучасності є пакистанський співак Нусрат Фатех Алі Хан, чиї виступи часто викликали транс у глядачів. Популярність Хана на індійському субконтиненті призвела до появи у 1990-х роках у популярній музиці Південної Азії таких жанрів, як суфійський рок та техно каввалі (пакистанська поп-музика, інді-поп, боллівудська музика та британо-азійська музика).

### Рок-музика
Походження терміна «хедбенгінг» оскаржується. Цілком можливо, що термін «headbanger» був придуманий під час першого туру Led Zeppelin по США у 1969 році. Під час концерту в клубі «Boston Tea Party» глядачі в першому ряду махали головами у такт музиці прямо перед сценою.
Крім того, на концертних записах Led Zeppelin у Королівському Альберт Холі 9 січня 1970 року помітно, що перший ряд киває головою протягом усього виступу.
Оззі Осборн та Гізер Батлер з Black Sabbath є одними з перших задокументованих хедбенінгів, що можна побачити на кадрах їх концерту в Парижі у 1970 році.
Леммі Кілмістер з Motörhead сказав в інтерв'ю документального фільму The Decline of Western Civilization Part II: The Metal Years, що термін
«Headbanger», можливо, виник через назву групи «Motorheadbanger».

## Травми
У 2005 році гітарист Evanescence Террі Бальзамо переніс інсульт, який, за словами лікарів, міг бути викликаний хедбенінгом. У 2007 році ірландська співачка і колишня вокалістка гурту Moloko Рошин Мерфі отримала травму ока під час виконання пісні «Primitive», коли вона вдарилась головою об стілець, який стояв на сцені. У 2009 році басист та вокаліст Slayer Том Арая почав відчувати проблеми з хребтом через свою агресивну форму хедбенінгу, і лікарі поставили йому діагноз передня шийкова дискектомія та зрощення. Після операції та повного одужання він більше не може трясти головою. У 2011 році гітарист Megadeth Дейв Мастейн сказав, що через хедбенінг у нього стався стеноз хребта.
У медичній літературі можна знайти кілька повідомлень про випадки, які пов'язують надмірне кивання головою з аневризмою та Гематомами в мозку та пошкодженням артерій, а саме: основної артерії, сонної артерії і хребетної артерії. Кілька клінічних випадків також пов'язують хедбенінг з субдуральною гематомою, зі смертю, та з емфіземою середостіння або з аналогічним синдромом струшеної дитини.

## Основні стилі хедбенгінга
- вгору-вниз — ритмічне підкидання волосся вгору-вниз;
- з боку в бік — ритмічне відкидання волосся праворуч-ліворуч;
- по колу — швидке енергійне обертання голови по колу, внаслідок чого волосся рухається подібно до пропелера, звідси назви «гелікоптер», «млин» (ефект має сенс для прямого волосся довжиною 40-50 см і більше).

## Див. Також
- Слем
- Стейдж-дайвінг
- Крауд-серфінг
- Мош